# Michael Lennox
Michael Carson Lennox ist ein nordirischer Regisseur von Kurzfilmen, der bei der Oscarverleihung 2015 zusammen mit Ronan Blaney für den Oscar in der Kategorie Bester Kurzfilm für seine Arbeit bei Boogaloo and Graham nominiert war. Für diesen Film gewann er 2015 zusammen mit Blaney und Brian J. Falconer auch einen British Academy Film Award.

## Biografie
Michael Lennox wuchs im County Antrim in Nordirland auf und studierte Filmregie an der National Film and Television School in Beaconsfield. 2008 schuf er seinen ersten Kurzfilm Rip and the Preacher. Lennox stand auch bei einigen Filmen hinter der Kamera und produzierte 2012 den Kurzfilm The Back of Beyond. 2012 war er als Regisseur auch an dem Episodenfilm Hives beteiligt, der unter anderem in Zusammenarbeit mit der Internationalen Filmschule Köln entstand. 2015 führte er Regie bei seinem Langfilmdebüt A Patch of Fog.

## Filmografie (Auswahl)
- 2008: Rip and the Preacher (Kurzfilm)
- 2009: Dawkins vs Lennox: Has Science Buried God? (Dokumentarfilm Video/DVD)
- 2009: Ditching (Kameramann)
- 2010: Dinner Party (Kurzfilm)
- 2010: Coming Up (Fernsehserie)
- 2011: Absence (Kurzfilm)
- 2012: The Back of Beyond (Kurzfilm)
- 2012: Hives (Košnice)
- 2012: Nine Lives (Kurzfilm)
- 2012: The Back of Beyond (Kurzfilm, Produzent)
- 2013: Queen Victoria and the Crippled Kaiser (Dokumentar-Fernsehfilm, Kameramann)
- 2014: Boogaloo and Graham (Kurzfilm)
- 2014: The Man Who Shot the Great War (Dokumentar-Fernsehfilm, Kameramann)
- 2015: Awaydays (Kurzfilm)
- 2015: A Patch of Fog
- 2016: Der junge Inspektor Morse (Fernsehserie)
- 2018: Derry Girls (Fernsehserie)